# Van Beusekom L.N.
Van Beusekom L.N. (17 de agosto de 1910 – 14 de março de 1951) foi um futebolista indonésio. 

## Carreira
Van Beusekom L.N. fez parte do elenco da histórica Seleção das Índias Orientais Holandesas que disputou a Copa do Mundo de 1938.